# Ламсдейн, Дэвид
Дэвид Ньютон Ламсдейн (англ. David Lumsdaine, 31 октября 1931 года, Сидней, Австралия — 12 января 2024 года, Йорк, Йоркшир, Великобритания) — австралийский композитор.

## Биография
Дэвид Ньютон Ламсдейн родился 31 октября 1931 года в Сиднее. Он учился в Музыкальной консерватории Нового Южного Уэльса (как она тогда называлась). Он переехал в Англию в 1953 году и некоторое время жил в одной квартире с другим эмигрантом, поэтом Питером Портером, с которым он сотрудничал в нескольких проектах, включая кантату «Аннотации Освенцима» (1964). В Лондоне он сначала изучал композицию у Матьяша Шейбера, а затем в Королевской академии музыки у Леннокса Беркли. В 1970 году он занял должность преподавателя в Университете Дарема. В 1981 году он занял должность старшего преподавателя в Королевском колледже Лондона. Его работы публикуются в издательствах The University of York Music Press и Universal Edition.
В 1979 году он женился на Николе ЛеФану, также сотруднице Королевского колледжа.
Уйдя из академической жизни в 1993 году, Ламсдейн переехал в Йорк, где его жена работала профессором музыки в университете.
Дэвид Ламсдейн умер 12 января 2024 года в возрасте 92 лет.

## Творчество
Ламсдейн отрёкся от всех произведений, которые он написал до «Аннотаций Освенцима» (англ. Annotations of Auschwitz, 1964). Его первые признанные произведения были написаны с использованием различных техник высоты тона и ритма, связанных с сериализмом, — таких техник, как вращение или перестановка высоты тона, а также связей высоты тона и его длительности. Центральным во всех работах Ламсдейна является понятие «земли», термин, заимствованный из музыкальной терминологии барокко (в частности, Перселла).
Оркестровые произведения «Salvation Creek with Eagle» и «Hagoromo» (1974 и 1977, соответственно) продолжают и развивают личное восприятие Ламсдейном австралийской природы.
Творчество Ламсдейна также включило фортепианные произведения, в частности, вдохновленное Бахом «Ruhe Sanfte, Sanfte Ruh» (1974), и значительное количество произведений с использованием электроники, таких как монтаж/перекомпозиция номеров из гала-концерта шахтеров Дарема «Big Meeting». Камерные произведения включают серию произведений под названием «Mandala», концерт для виолончели, несколько вокальных циклов и оркестровую пятую «Mandala» (1989), посвящённую австралийской природе и звукам. Вскоре после сочинения своих содержательных и энергичных «Kali Dances» для ансамбля в 1996 году Ламсдейн ушёл из композиторской деятельности.